# Selamawit Teferi
Selamawit Teferi (24 de marzo de 1994) es una deportista de Israel que compite en atletismo. Participó en los Juegos Olímpicos de Tokio 2020, ocupando el décimo lugar en la prueba de 5000 m y el vigésimo tercero en los 10 000 m.